# テンサイ根腐病
テンサイ根腐病（てんさいねぐされびょう、英: Root rot of sugar beet）とは、担子菌のツノタンシキン目に属するThanatephorus cucumeris（不完全世代、Rhizoctonia solani ）によって根部または葉柄基部が腐敗するテンサイの病害。同じ菌により葉が腐敗する病害をテンサイ葉腐病（てんさいはぐされびょう、英: Leaf rot of sugar beet）と呼ぶ。世界各地のテンサイ栽培地域で発生がみられる重要病害で、年により激発する。

## 病徴

### 根腐病

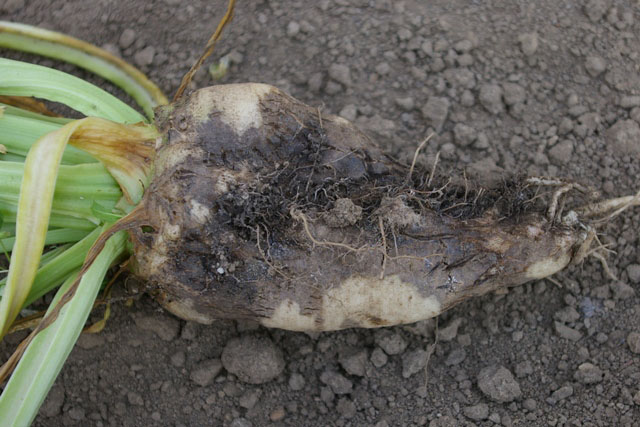
テンサイ根腐病の根部の病徴

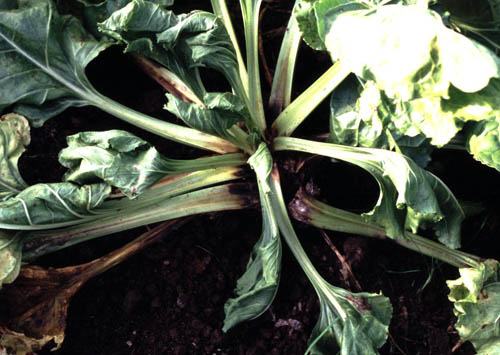
テンサイ根腐病の地上部の病徴

最初、1本～数本の葉柄の基部に黒褐色の病斑が形成される。続いて株全体の葉柄に病斑が拡大し、葉がしおれて倒伏、枯死する。葉柄から根冠部、さらに地下の根部へと感染、発病することが多い。後期症状では、地下部の病斑が黒褐色の乾腐症状を示し、表面から亀裂を生じて腐敗する。早期発病株を中心にスポット状に発生し、畝方向に蔓延する。

### 葉腐病
最初、病原菌の担子胞子が中位葉や新葉に感染し、直径1mm程度の円形で退緑した病斑が現れる (一次病斑)。進行すると、一次病斑から菌糸が伸び、周辺に不整形で直径数mm程度の濃褐色の病斑 (二次病斑) を形成する。重症になると、二次病斑が融合して葉全体に広がり、時には病斑部が破れて穴があく。葉柄に発病した場合には病斑部から折れ、上部は枯死することもある。

## 病原菌
病原菌はThanatephorus cucumeris (不完全世代: Rhizoctonia solani) AG2-2 培養型IV という、担子菌門(Basidiomycota)菌蕈綱(Hymenomycetes)ツノタンシキン目(Ceratobasidiales)ツノタンシキン科(Ceratobasidiaceae)に属する真菌。テンサイ以外では、ニンジンの根腐病の病原菌である。葉腐病にはT. cucumeris AG1 培養型IBも関与する。

## 発病条件
テンサイの連作圃場や前年テンサイを栽培した隣接圃場、被害茎葉をすき込んだ圃場で多発する。また、テンサイ以外の宿主作物が栽培された圃場でも多発する。気象条件としては、7～8月の高温多湿が発病を助長する。

## 防除薬剤
防除にはモンセレン顆粒水和剤、リゾレックス水和剤、バシタック水和剤75、モンカットフロアブル、アミスターフロアブルなどの農薬を散布する。根腐病への散布には、通常の茎葉散布と比べ倍量程度 (200～300L) の水量の薬剤を株元散布する。